# Bechgaardsgade
Bechgaardsgade er en gade beliggende på Østerbro i København. Gaden løber mellem Otto Mallings Gade og Nygårdsvej. Gaden er opkaldt efter komponisten Julius Bechgaard i 1925. Den er en del af et kvarter, hvor mange gader er opkaldt efter nordiske komponister.
Gaden er bebygget med etageejendomme på begge sider. Den vestlige side udgøres af en enkelt nyklassicistisk ejendom. På den østlige sider ligger der tre ejendomme fra samme tid og en, der er opført i funktionel tradition.